# Prilužje
Prilužje (en serbocroata: Prilužje / Прилужје) o Përluzhë (en albanés: Përluzhë) es un pueblo en el municipio de Vučitrn del distrito de Mitrovica de Kosovo. Prilužje es uno de los cuatro pueblos serbios de Vučitrn y uno de los enclaves serbios en Kosovo. 

## Geografía
Prilužje se encuentra entre los ríos Sitnica y Laba, unos 14 km al sureste de Vučitrn.

## Historia
Prilužje se menciona por primera vez en un registro fiscal otomano (defter) del distrito de Branković de 1455, se menciona como un gran pueblo con 53 casas serbias. En el monumento del monasterio de Deviča están registrados los años 1761 y 1775.
En el cementerio del pueblo, que es tan antiguo como el propio pueblo, en 1969 se construyó una iglesia más pequeña dedicada a San Pedro.  

## Demografía
La evolución demográfica de Prilužje entre 1948 y 2011 fue la siguiente:
| 856                                                 | 996 | 1228 | 1524 | 1958 | 2175 | 588 |
| (Fuente: Population of Kosovo since Yugoslav times) |     |      |      |      |      |     |

Según el censo de 2011 (boicoteado parcialmente por los serbios), los albaneses representaban el 45,4% de la población (267 personas); los serbios, el 36,56% (215 personas); los gitanos, el 11,39% (67 personas); y los ascális, el 1,36% (8 personas).

## Infraestructura

### Educación
Hay una escuela primaria y otra secundaria en el pueblo. 